# Palmenhaus im Botanischen Garten Adelaide

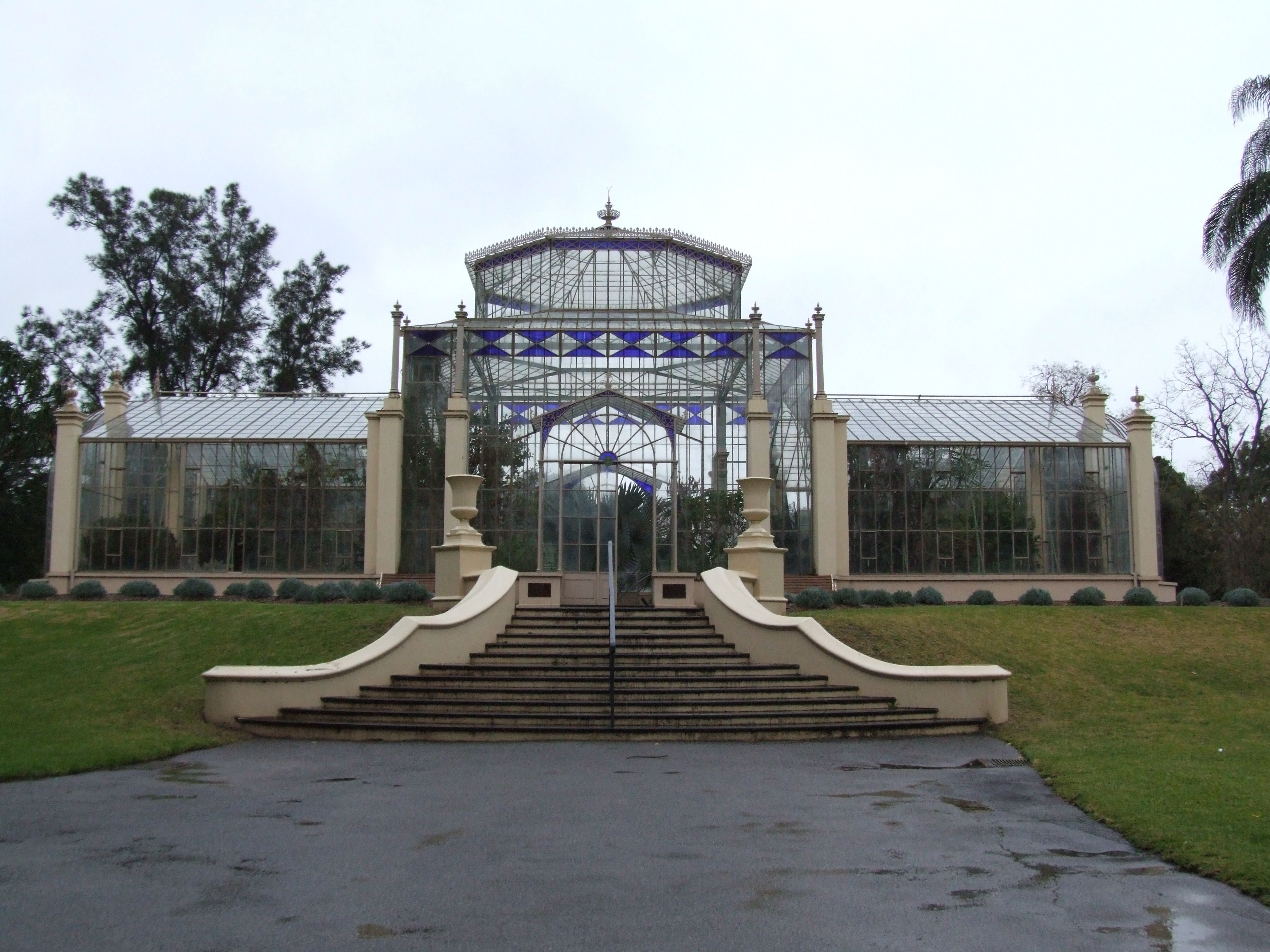
Palmenhaus von 1875 im Botanischen Garten Adelaide

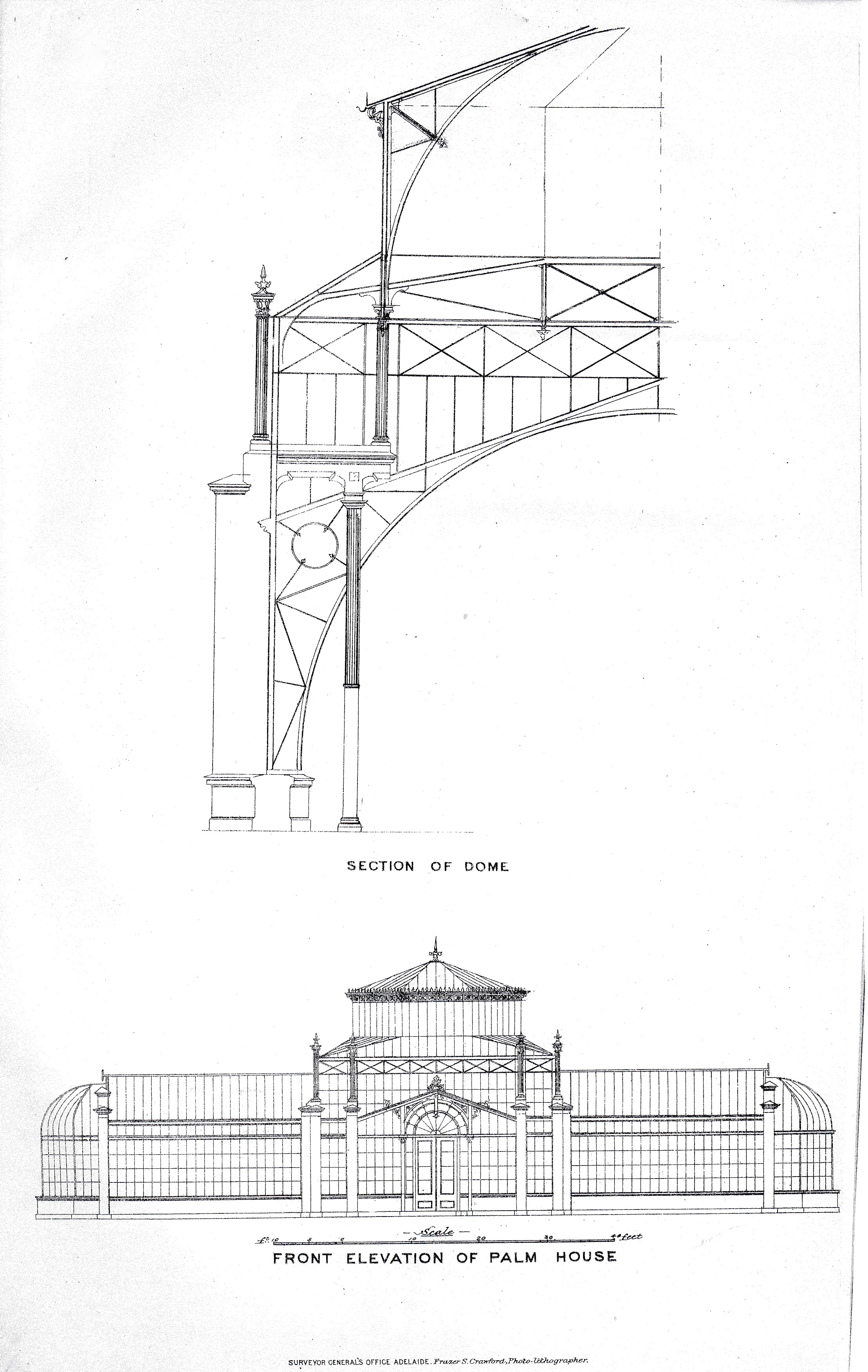
Palmenhaus, Aufriss, 1875

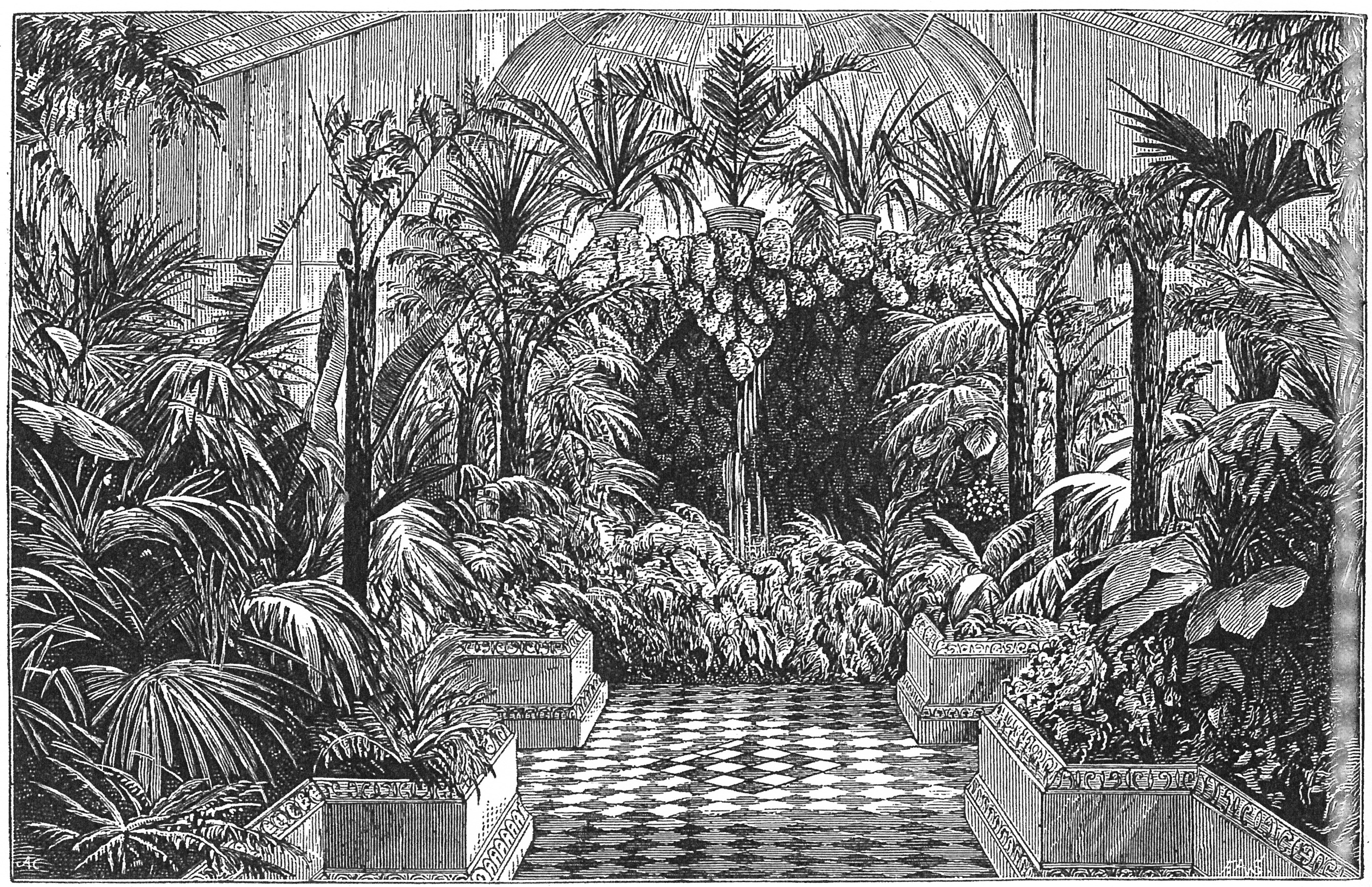
Grotte aus Stalagmiten, die aus dem Schwarzwald importiert worden waren. Holzstich von 1878

Das 1874–1875 errichtete Palm House im Botanic Garden von Adelaide gehört zu den ältesten und populärsten Bauten  der australischen Provinzhauptstadt. Sein Architekt war Gustav Runge in Bremen. Die Glas-Eisen-Konstruktion ist bedeutsam als einziges erhaltenes Bauwerk seiner Art aus der viktorianischen Epoche in Australien und ein extrem frühes Beispiel für ein Gebäude mit Vorhangfassade.

## Baugeschichte
Der Direktor des Botanischen Gartens Richard Moritz Schomburgk, ein deutscher Botaniker, wandte sich, vermutlich auf Empfehlung des Botanikers Franz Buchenau an den Bremer Architekten Gustav Runge, der kurz zuvor in Bremen-Oberneuland ein privates Palmenhaus von 63 m Breite konstruiert hatte, das nun zum Vorbild für die australische Anlage wurde. Nach Entwurf von Runge und in der Werkstatt des Bremer Schlossers Johann Friedrich Höper wurden die Einzelteile, gusseiserne Säulen und Stahlprofile, vorgefertigt und 1875 zusammen mit dem konfektionierten Flachglas nach Adelaide verschifft, insgesamt 24 Tonnen. Am 22. Januar 1877 wurde das Glashaus feierlich eröffnet. Anfertigung, Transport, Erdbewegungen und Skulpturen hatten am Ende 3800 £ gekostet. 1986 wurde das Haus wegen zunehmender Korrosionsschäden geschlossen und nach vollständiger Skelettierung erst 1995 wieder eröffnet, weitere Sanierungen erfolgten gegen 2020.

## Baubeschreibung
Das Palmenhaus ist eine breit gelagerte, allseitig durchlichtete Konstruktion aus Stahl und Glas. Eine 12 Stufen hohe Aufschüttung schützte den 1875 noch im Überschwemmungsgebiet gelegenen Bau und bot Platz für die Heizungsanlage. Ein gläserner Würfel von gut 10 m Kantenlänge bildet die Mitte der Anlage. Auf ihr erhebt sich eine achtseitige, mit flachem Kegeldach geschlossene Kuppel. Ein gläserner Portikus betont die Mittelachse und markiert die Eingangszone. Zu den Seiten hin setzt sich das Glashaus mit zwei symmetrischen Flügeln fort. Sie werden an den Enden von  polygonalen Exedren abgeschlossen, die von Halbkuppeln gedeckt sind. Sämtliche Dach- und Wandflächen sind verglast, ein Band mit blauen Dreiecksmotiven unter der Traufkante ist fast das einzige Schmuckmotiv.

### Maße
Breite: 30,5 m; Tiefe: 10,7 m; Kuppelhöhe: 11,30 m

## Architekturgeschichtliche Bedeutung
Das Palmenhaus steht in der Tradition europäischer Gewächshäuser, die vor allem in England seit den ersten Jahrzehnten des 19. Jahrhunderts entwickelt worden waren. Die Konstruktion aus gusseisernen Stützen, schmiedeeisernem Rahmenwerk und transparenten Glasflächen wurde in der Folge auch für andere Bauaufgaben genutzt, das bekannteste Beispiel ist Paxtons Kristallpalast von 1851. Beheizte, gläserne Gewächshäuser in Botanischen Gärten, aber auch privaten Parkanlagen wurden zwischen 1840 und 1910 geradezu eine Modeerscheinung. Ihre Voraussetzungen waren technisch mit der Industrialisierung von Walzstahlprofilen und der rationelleren Fertigung von Flachglas, logistisch mit der Entstehung eines Eisenbahnnetzes, politisch durch den Kolonialismus und kulturgeschichtlich durch ein von Entdeckungsreisen und Naturwissenschaften gewecktes Interesses an der Flora tropischer Weltgegenden gegeben.
Unmittelbare Vorbilder für die Form der Palmenhäuser in Bremen und Adelaide gibt es nicht; allerdings ist die Anordnung, an eine hohe, überkuppelte Mittelhalle, die hochstämmigen tropischen Pflanzen Platz bietet, seitlich einfacher überdachte, symmetrische Flügelbauten anzuschließen, ein traditionelles Grundmuster in der Typengeschichte des Tropenhauses. Neuartig ist dagegen bei dem Bau in Adelaide, die gesamte Dachkonstruktion der zentralen Halle mit Stahlträgern abzufangen und in der Mitte einen stützenfreien Raum offen zu lassen. Die an den Rand gerückten Säulen und Pfeiler sind nicht in die Glaswand eingebunden. Erst in Höhe der Traufkante stützen sie die Tragwerkskonstruktion des Daches und halten die Aufhängungen der Glaswände, die selbst keine tragende Funktion haben. Gustav Runges Vorhangfassaden ("curtain walls") sind ein überraschend frühes Beispiel für eine Bautechnik, die erst im frühen 20. Jahrhundert Eingang in das Standardrepertoire der Architekten fand.